# Paraphrynus velmae
Paraphrynus velmae är en spindeldjursart som beskrevs av Mullinex 1975. Paraphrynus velmae ingår i släktet Paraphrynus och familjen Phrynidae. Inga underarter finns listade i Catalogue of Life.